# Anne-François-Victor Le Tonnelier de Breteuil
Pour les articles homonymes, voir Famille Le Tonnelier de Breteuil et Breteuil.
Anne-François-Victor Le Tonnelier de Breteuil (né à Paris le 18 janvier 1726 et mort à Rouen le 14 août 1794) est un ecclésiastique qui fut évêque de Montauban et député du clergé aux États généraux de 1789.

## Biographie
Anne-François-Victor  est le fils de Claude Louis Charles Le Tonnelier de Breteuil (1697-1735), comte de Vaux et de Laure O'Brien (1697-1781) issue d'une famille d'émigrés jacobites irlandais. Il s'oriente très tôt vers l'état ecclésiastique. Après son ordination sacerdotale en 1752, il devient vicaire général au diocèse de Soissons. Il est ensuite grand vicaire dans l'archidiocèse de Narbonne. 
Nommé évêque de Montauban fin 1762, il est confirmé le 24 janvier 1763. Son sacre intervient le 24 février suivant par le cardinal Charles-Antoine de la Roche-Aymon archevêque de Reims. En 1765 il dote le diocèse d'un catéchisme commun. Il publie plusieurs mandements dont une Lettre pastorale sur les dangers de l'incrédulité et le 22 octobre 1781, il est pourvu en commende de l'abbaye de Belleperche.
Lors de la convocation des États généraux de 1789, Le Tonnelier de Breteuil est élu le [22 avril comme député du clergé pour le pays de Rivière-Verdun, Gaure, baronnies de Léonac et Marestaing en Bas-Armagnac dans la généralité d'Auch. il fait partie de la minorité hostile aux innovations, et proteste, contre la réunion des trois ordres, le 1er juillet 1789. Après l'adoption par l'Assemblée constituante de la constitution civile du clergé en 1790, Le Tonnelier de Breteuil refuse son adhésion le 4 janvier 1791 et son diocèse est supprimé. Il est un des cosignataires de l'Exposition des principes, ainsi que des « protestations générales » de septembre 1791 contre les décrets de l'assemblée. Après la dissolution de cette dernière, il se retire en Normandie chez des particuliers. Il est arrêté à Rouen le 4 juillet 1794 avec ses logeurs et écroué. Il  meurt dans la prison de la ville le 14 août 1794. Il est néanmoins inscrit sur la liste des émigrés et ses biens sont confisqués.